# Franjo Herljević
Franjo Herljević, bosansko-hercegovski general in politik, * 21. januar 1915, † 4. maj 1998.

## Življenjepis
Leta 1940 je postal član KPJ in naslednje leto je sodeloval pri organiziranju NOVJ; med vojno je zasedal višje poveljniške položaje.
Po vojni je leta 1948 končal Vojaško akademijo Frunze in bil med drugim načelnik VVA JLA ter poveljnik Republiškega štaba ljudske obrambe SR BiH. Sodeloval je tudi v politiki; večkrat je bil republiški in zvezni poslanec.